# Ludvig Harboe
Ludvig Harboe (16. august 1709 – 15. juni 1783) var en dansk historiker og biskop over Sjællands stift fra 1757 til sin død.
Ludvig Harboe var en slesvigsk præstesøn fra Broager i Sundeved. Hans fader, provst Johannes Harboe, døde som jubellærer med over 50 års tjeneste, i 1757; moderen hed Marie, født Petersen, og var selv barnefødt i Broager præstegård.

## Uddannelse
Efter en grundig hjemmeundervisning blev
Harboe, 18 år gammel, sendt til gymnasiet i Hamborg, hvor han opholdt sig i to år, studerede derefter ved universiteterne i Rostock, Wittenberg og Jena og kom efter en videre udenlandsrejse hjem til Broager 1732. Her fortsatte han sine teologiske studier, indtil han 1735 rejste over til København.
Hele Harboes dannelse og hans akademiske studier havde været tyske; men snart efter sin ankomst til København satte han sig med iver ind i studiet af Danmarks historie og blev dens grundige kender og dyrker. Han vandt den lærde Hans Grams yndest og blev huslærer hos præsten Anton Christoffer Rohn ved Sankt Petri Kirke.
Til dels efter Grams opfordring begyndte han 1738 i forening med Jacob Langebek at udgive «Dänische Bibliotek oder Sammlung von alten und neuen gelehrten Sachen aus Dännemark». Formålet var dels at give udlandet fornøden efterretning om de litterære forhold i Danmark, dels at levere biografier af afdøde og dalevende lærde.
Harboe og Langebek nåede at få udgivet tre bind; men samlingen fortsattes derefter af flensborgeren Olaus Henrik Moller, medens dog også de følgende bind indeholder flere afhandlinger af Harboe, som kun ved sin bortrejse fra Danmark forhindredes i selv at fortsætte udgivelsen.
Det var også i året 1738, at Harboe begyndte sin gerning som præst, idet han udnævntes til tysk kapellan ved Garnisonskirken i København. Han blev tillige den første præst ved Kastelskirken et halvt år efter (1739). Denne blev indviet allerede 1704,
men fik først 1739 egen præst; før den tid besørgedes tjenesten af de ved Garnisonskirken ansatte tyske sognekapellaner.

## Visitator på Island 1741
Generalkirkeinspektionskollegiet havde imidlertid
ønsket, at der skulle sendes en visitator til
Island for at skaffe pålidelig oplysning om landets
kirkelige forhold og for at fremme det kirkelige liv
på øen ved at bringe katekisationer i gang, indføre
konfirmationen og Pontoppidans Forklaring m. m.
Til dette embede blev Harboe udset. Han tiltrådte rejsen
i sommeren 1741, forsynet med fuldmagt som landets
øverste gejstlige øvrighed og med en udførlig instruks
fra Kirkekollegiet. Efter otte ugers sejlads kom han til
Holum, hvor bispestolen den gang var ledig. Han holdt
straks provstemøde for at sætte sig ind i forholdene,
og så snart årstiden tillod det det følgende
forår, begyndte han flittig at visitere. 

Det havde fra begyndelsen kun været tanken, at hans ophold på
Island skulle vare højst et par år; men da biskoppen
i Skalholt døde 1743, ønskede han selv at udstrække
visitatsen også til Skalholt stift, hvad han også fik tilladelse til.  

Den tidligere rektor i Skalholt Jón Thorkelsson,
som muligvis havde givet anledning til
hele foretagendet ved under sit ophold i København at
henlede Kirkekollegiets opmærksomhed på de sørgelige
forhold i hans hjem, tjente som tolk og notar under
hele rejsen.
Harboe blev – hvad der ikke er at undres over
- ved sin ankomst til Island modtaget med mistro og
ikke synderlig velvilje; men lidt efter lidt vandt
han både præsters og menigheders tillid, og det
lykkedes ham at få afskaffet adskillige misbrug og
indført forbedringer; en række forordninger 1742-1745
om kirke- og skolevæsenet i Island (om skriftemål,
hustugt, ægteskab m. m.) vidner om det flittige
arbejde, han fik udrettet; de skylder alle Harboe deres
fremkomst. Hans navn har den dag i dag – dvs omkring 1900 – en god klang
i Island. 

I sit senere liv viste han sig også altid
som islændernes velynder og ydede dem tjenester, når
lejlighed gaves. Reskriptet, skrivelsen af 4. maj 1759 til Islands
biskopper, at der årlig fra hvert stift skulle
sendes et ungt menneske til Danmark for at uddannes
i en af Sjællands latinskoler og der understøttes
med stipendier, har også Harboe til ophavsmand.

## Biskop i Trondheim 1743 og fra 1757 over Sjællands stift
Harboes ophold på Island kom til at vare over fire år. Men
allerede 1743 var han blevet udnævnt til biskop i Trondheim,
dog således, at visitatsen på Island hverken skulle fremskyndes
eller afkortes af den grund. Han kom først tilbage til København
i efteråret 1745 og havde med sig en ung islænding, der var
bleven hans yndling og plejesøn, den senere konferensråd, dr.
juris Jon Erichsen, (Jón Eiríksson) (IV, 535).
Efter at være bleven bispeviet drog
han af sted til Trondheim, hvortil han ankom i juli 1746, men
allerede forinden han nåede stiftsstaden, havde han visiteret i
adskillige bygder. Harboe var ivrig for at få indført de nye
bestemmelser om almueskolevæsenet, men mødte stærk modstand og
mange bryderier hos befolkningen. I sine indberetninger til
Kirkekollegiet påtaler han også flere usømmelige folkeskikke, som gik
i svang, og som han havde møje med at få bekæmpet.
Kun to år virkede Harboe i Trondheims stift, men fik dog berejst den
største del af stiftet og nåede helt op til Vardøhus.
1748 drog han tilbage til København og ægtede 11. september samme år biskop
Peder Herslebs datter Frederikke Louise Hersleb (født 20. juli 1720,
død 24. december 1780, jævnfør Nicolai Jonge
(VIII, 530), Kjøbenhavns Beskrivelse S. 191). 

Nogle måneder forinden var han bleven adjungeret sin svigerfader som medhjælper i
Sjællands stift, og ved hans død 1757 blev han hans efterfølger
som Sjællands biskop; 1756 var han blevet generalkirkeinspektør.
1766 udnævntes han til konfessionarius og viede 8. november samme år
kong Christian 7. og Caroline Mathilde, hvem han også salvede
1. maj 1767. På grund af svagelighed fik han 1782 sin svigersøn
Nicolai Edinger Balle adjungeret i bispeembedet, hvorfor folkevittigheden
talte om Arons sorg over, at ypperstepræsteembedet var blevet
arveligt på spindesiden. Men Harboe var allerede stærkt bøjet af
sygdom, og han nåede ikke selv at bispevie Balle, men døde
15. Juni 1783 efter en lang og hæderlig virksomhed.

## Eftermæle
Harboe får almindelig ros for sit milde, velvillige og rettænkende
væsen; men hans bispetid indeholder for kirkens vedkommende
ingen store begivenheder eller kampe; det er ligesom vindstille
forud for den kommende storm. Fritænkeriet bredte sig i de
højere klasser, åndelig sløvhed og uvidenhed i almuen. 

Regeringen havde sin særlige opmærksomhed rettet på skoleundervisningen
og på reformer ved gudstjenesten. Det er Harboe, der
har konciperet forordningen af 25. maj 1759, der nærmere
præciserer bestemmelserne om konfirmationen.
Ved Kirkekollegiets
betænkning over adskillige helligdages afskaffelse som udmøntedes i Helligdagsreformen af 1770 var det Harboes og grev Otto Thotts votum, der fik lovskraft i forordningen af 26. oktober 1770; når anden helligdag på de store fester opretholdtes, støttede Harboe dette af hensyn til, at tjenestefolk, der ikke kunne komme i kirke den første dag, dog kunne komme der den anden.
Den pontoppidanske kernefulde salmebog fra 1740 kunne ikke mere
tiltale de «oplystes» smag. Harboe og Ove Høegh-Guldberg fik da i
februar 1777 ordre til at sammentræde i en kommission for at
udarbejde en mere tidssvarende samling salmer. Guldberg udførte
vel det meste arbejde derved, og fru Birgitte Cathrine Boyes (II, 569)
poesier gav samlingen sit karaktermærke. 

Salmebogen udkom 1778 og blev befalet indført i København fra advent 1781, 1786
i samtlige købstæder og 1791 overalt på landet; men den nåede aldrig
så vidt og kom heller ikke til at udøve nogen virkelig indflydelse
i menigheden, da den, selv hvor den allerede var indført, hurtig
igen blev fortrængt.
Som forfatter er Harboe mere historiker end teolog. Han har
givet værdifulde bidrag til Islands og Norges kirkehistorie i
«Dänische Bibliothek» og «Danske Magasin». Af det danske
Videnskabernes Selskab var han medlem og leverede i dettes skrifter
afhandlinger om reformationen i Island. 

Til Zwergs (XIX, 424)
«Sjællandske Kleresi» skrev han fortale (1757) og udarbejdede hertil en udførlig
afhandling om den bekendte calvinist Johan a Lascos ophold i
Danmark under Christian 3. Afhandlingen er også udgivet
særskilt og oversat til tysk. 

Desuden har man af Harboe flere
kirkelige lejlighedstaler og en mindetale over biskop Hersleb. Hans
prædikener roses af samtiden som dygtige og kernefulde; men
hans stemme-organ var hult og frastødende.
Han var en stor bogelsker og ejede et kostbart og sjældent bibliotek; heri fandtes en
betydelig samling manuskripter, indsamlet blandt andet under hans ophold
i Island og Norge. Da han rejste fra Norge, medtog han en del
af sin stiftskistes bedste indhold. 

Af Martin Luthers skrifter ejede han
en temmelig fuldstændig samling originaludgaver; denne samling
var grundlagt af Gram og af hans svigerfader, Hersleb.
Pontoppidan: Annales eccles. Dan. IV, 232 ff.
Zwergius: Siellandske Clerisie S. 397 ff.
P. Pétursson: Hist. eccles. Islandiæ S. 455 ff.
Daae: Throndhjems Stifts geistl. Hist. S. 164 ff.
Nyerup: Lit. Lex.
A. Jantzen. (VIII,391)

## Fodnoter
1. ↑  Se immatrikulation af Ludvig Harboe i Rostock Matrikelportal